# Lee Fu-hsiang
Lee Fu-hsiang (nascido em 17 de fevereiro de 1960) é um ex-ciclista taiwanês que competiu no ciclismo nos Jogos Olímpicos de Verão de 1984 e 1988.